# Neochauliodes moriutii
Neochauliodes moriutii är en insektsart som beskrevs av Syoziro Asahina 1988. Neochauliodes moriutii ingår i släktet Neochauliodes och familjen Corydalidae. Inga underarter finns listade i Catalogue of Life.